# サウンドトラック (テレビドラマ)
『サウンドトラック』（原題: Soundtrack）は、2019年に配信されたアメリカ合衆国のテレビドラマシリーズ。2人のアーティストを中心に様々な人間模様を描くミュージカルドラマ。企画・制作はジョシュア・サフラン、出演はポール・ジェームズ、キャリー・ヘルナンデス、マリアンヌ・ジャン＝バプティストなど。2019年12月18日にNetflixオリジナル作品として全世界へ配信され、1シーズン限りで打ち切りとなった。その後、2022年2月28日をもって全世界のNetflixから削除された。

## あらすじ
ロサンゼルスに暮らすエレノアは芸術家の夢を捨て、売れないミュージシャンの恋人リーヴァイを支えてきた。しかし、リーヴァイが音楽家として成功し始めると2人の関係に暗雲が垂れ込める。

## キャスト

### メイン
サム
演 - ポール・ジェームズ/日本語吹き替え‐板倉光隆
エレノア・”ネリー”
演 - キャリー・ヘルナンデス/日本語吹き替え‐ブリドカットセーラ恵美
アネット
演 - マリアンヌ・ジャン＝バプティスト/日本語吹き替え‐伊沢磨紀
ジョアンナ
演 - ジェナ・ディーワン/日本語吹き替え‐宮島依里
ダンテ
演 - ジャミル・フレンチ/日本語吹き替え‐金城大和
ジーン
演 - ミーガン・ファーガソン
バリー
演 - アイザイア・ギヴンス
マーゴ
演 - マデリーン・ストウ/日本語吹き替え‐日野由利加
フランク
演 - キャンベル・スコット/日本語吹き替え‐沢木郁也

### リカーリング
De'Andra
演 - クリスティーナ・ミリアン
Leah Sands
演 - ジュリエット・G・ジェームズ/日本語吹き替え‐ハマカワフミエ
トロイ
演 - ロビー・フェアチャイルド/日本語吹き替え‐
Arthur
演 - デロン・J・パウエル
Mr. Hernandez
演 - サミー・A・プブレス
Carver
演 - ブライアン・キーズ
Stella
演 - エイミー・J・カール
Moses
演 - ジェームズ・マクダニエル

## エピソード
| 通算 話数 | タイトル                                                        | 監督                 | 脚本                                        | 公開日         |
| --------- | --------------------------------------------------------------- | -------------------- | ------------------------------------------- | -------------- |
| 1         | "トラック1: ネリーとサム" "Track 1: Nellie and Sam"             | Jesse Peretz         | Joshua Safran                               | 2019年12月18日 |
| 2         | "トラック2: ジョアンナとネリー" "Track 2: Joanna and Nellie"    | カレン・ガヴィオラ   | Beth Schacter                               | 2019年12月18日 |
| 3         | "トラック3: サムとダンテ" "Track 3: Sam and Dante"              | タイ・ウェスト       | Khiyon Hursey Harrison Richlin              | 2019年12月18日 |
| 4         | "トラック4: マーゴとフランク" "Track 4: Margot and Frank"       | ジョー・スワンバーグ | Joshua Safran                               | 2019年12月18日 |
| 5         | "トラック5: ダンテとアネット" "Track 5: Dante and Annette"      | タイ・ウェスト       | Lauren Yee                                  | 2019年12月18日 |
| 6         | "トラック6: ジョアンナとエレノア" "Track 6: Joanna and Eleanor" | Darren Grant         | Richard Kramer                              | 2019年12月18日 |
| 7         | "トラック7: サムとフランク" "Track 7: Sam and Frank"            | ジョー・スワンバーグ | Lauren Yee, Khiyon Hursey, Harrison Richlin | 2019年12月18日 |
| 8         | "トラック8: ジジとジーン" "Track 8: Gigi and Jean"              | Joshua Safran        | Allyn Rachel                                | 2019年12月18日 |
| 9         | "トラック9: マーゴとアネット" "Track 9: Margot and Annette"     | Darren Grant         | Korde Tuttle                                | 2019年12月18日 |
| 10        | "トラック10: フィナーレ" "Track 10: Finale"                     | カレン・ガヴィオラ   | Joshua Safran Beth Schacter                 | 2019年12月18日 |

## 製作
2018年1月19日、FOXが本作のパイロット版を発注した。5月11日、ショーランナーのジョシュア・サフランはTwitterで、パイロット版の結果、FOXが本作のシリーズ化を辞退したと発表した。7月2日、Netflixは本作の製作を発注したことを発表した。
2020年1月31日、第1シーズン限りで打ち切りになったことが発表された。

## 評価

### 批評
本作は批評集積サイトのRotten Tomatoesに8件のレビューがあり、批評家支持率は38%、平均点は10点満点で4.83点となっている。また、Metacriticには4件のレビューがあり、加重平均値は58/100となっている。